# 文和群
文和群（1957年5月—2013年5月3日），广西桂林人，中华人民共和国植物学家、政治人物。

## 生平
1978年，进入中山大学生物学系植物专业。1982年2月，担任广西植物研究所助理研究员、副研究员。1995年，担任广西植物研究所副所长。2000年，担任广西柳州市人民政府副市长。2011年9月，任广西柳州市人大常委会副主任，兼任民革广西区委副主委。2013年5月3日，因车祸去世。